# Palatul Moskovits
Palatul Moskovits, al cărui proiect din 1905 îi aparține arhitectului Rimanoczy Kalman jr., este unul dintre cele mai frumoase exemple ale stilului secession.
Zona centrală a fațadei dinspre strada Republicii prezintă o tratare pe verticală, firească și intuitivă parcă, din punct de vedere al succesiunii elementelor compoziționale și decorative, ceea ce induce o plăcută senzație de confort.
O abordare aparte o deține colțul. Acesta este circular, cu un acoperiș elipsoidal având decorații de tablă profilată cu linii sinuoase și volute cu decorații vegetale. Bovindoul central susținut de o consolă masivă se termină cu un balcon închis de o broderie florală din fier forjat.
Spațiul balconului este mărit de scobitura înaltă în corpul clădirii, în zona concavității motivul central al compoziției desfășurându-se în toată splendoarea sa. Acest motiv central este un cap de femeie ce iese dintr-un hățiș de frunze, flori și ramuri.